# انا لا أزال هنا (فلم)
أنا مازلت هنا (بالبرتغالية: Ainda Estou Aqui) هو فيلم درامي سياسي وسيرة ذاتية انتاج سنة 2024 من إخراج والتر سالس وسيناريو موريلو هاوزر وهيتور لوريجا، استنادًا إلى مذكرات مارسيلو روبنز بايفا لعام 2015 التي تحمل نفس الاسم. الفيلم من بطولة فرناندا توريس وفرناندا مونتينيغرو في دور يونيس بايفا، وهي أم وناشطة تتعامل مع الاختفاء القسري لزوجها السياسي المنشق روبنز بايفا، أثناء فترة حكم الدكتاتورية العسكرية في البرازيل. كان الفيلم هدفًا لمقاطعة فاشلة من قبل اليمين المتطرف البرازيلي وذلك بعد وقت قصير من إطلاقه في دور العرض البرازيلية في 7 نوفمبر 2024. حقق الفيلم إيرادات بلغت 15.4 مليون دولار بميزانية إنتاج بلغت 1.5 مليون دولار، وأصبح الفيلم البرازيلي الأعلى ربحًا منذ جائحة فيروس كورونا.

## روابط خارجية
- مقالات تستعمل روابط فنية بلا صلة مع ويكي بيانات